# اسکار براون

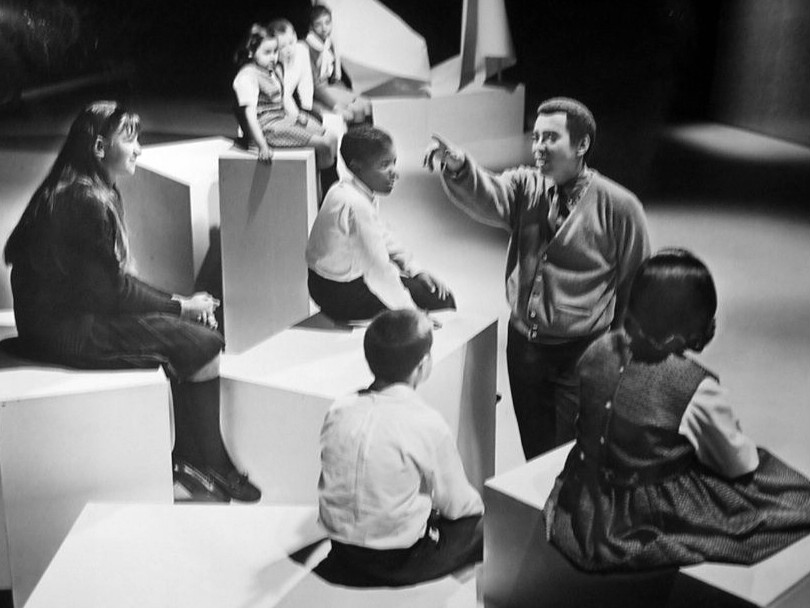
براون در حال اجرا در برنامه تلویزیونی روابط عمومی سی بی اس «سرت را بالا بگیر و زندگی کن»، ۱۹۶۵.

اسکار براون جونیور (زاده ۱۰ اکتبر ۱۹۲۶ – درگذشته ۲۹ مه ۲۰۰۵) خواننده، ترانه‌سرا، نمایشنامه‌نویس، شاعر، فعال حقوق مدنی و سیاسی، و بازیگر آمریکایی بود. جدای از حرفه‌اش، براون برای تصاحب کرسی هم در مجلس قانونگذاری ایالت ایلینوی و هم در کنگره ایالات متحده آمریکا تلاش کرد اما موفق نشد. براون ترانه‌های زیادی ساخت (۱۲۵ منتشر شده)، ۱۲ آلبوم و بیش از ده‌ها نمایشنامه موزیکال نوشت.

## جوانی و تحصیل
براون در شیکاگو، ایلینوی، ایالات متحده، متولد شد. پدرش اسکار براون و مادرش هلن کلارک بود. پدر براون یک وکیل و دلال املاک بود. اولین بازیگری براون در سن ۱۵ سالگی در یک نمایش رادیویی شهر مخفی بود. براون برای دبیرستان، به آکادمی آمادگی فنی اینگلوود (که در آن زمان به عنوان دبیرستان اینگلوود شناخته می‌شد) رفت. پس از دبیرستان، براون در دانشگاه ویسکانسین-مدیسون و دانشگاه لینکلن تحصیل کرد اما مدتی بعد ترک تحصیل کرد.
در سنین بیست تا سی سالگی، براون، به عنوان «اولین گوینده سیاه‌پوست اخبار در جهان» برای Negro Newsfront، یک برنامه رادیویی در شیکاگو کار می‌کرد. برنامه‌ای که او مشترکاً با ورنون جارت تهیه می‌کرد. او قبل از کاندیداتوری برای مناصب سیاسی، مدت کوتاهی در حوزه املاک و روابط عمومی کار کرد: برای مجلس قانونگذاری ایلینوی در سال ۱۹۴۸ از طریق حزب مترقی، و برای مجلس نمایندگان ایالات متحده به عنوان یک جمهوری‌خواه در سال ۱۹۵۲ شرکت کرد. در سالهای، ۱۹۴۶ تا ۱۹۵۶، او عضو حزب کمونیست ایالات متحده آمریکا بود. او آنگاه که تصمیم گرفت که «بسیار سیاه است تا اینکه سرخ باشد» حزب را ترک کرد. بعد از ان دو سال در ارتش ایالات متحده خدمت کرد.

## حرفه

### موسیقی
پدر براون قصد داشت که فرزندش راه او را دنبال کند و وکیل شاغل شود.
اسکار در حالی که در تمرین به پدرش کمک می‌کرد، به مشاغل دیگری مانند تبلیغات پرداخت و در اواسط دهه ۱۹۵۰ در ارتش خدمت کرد. ترانه‌هایی هم می‌نوشت.
در اوایل دهه ۱۹۵۰، براون به عنوان یک کپی‌نویس توسط شرکت تبلیغاتی کوچک گرشونی و شرکاء در شیکاگو در خیابان راش، متعلق به سام گرشونی و شلدون سوسنا استخدام شد.
هنگامی که ماهیلیا جکسون یکی از آهنگ‌های خود را به نام «براون بیبی» ضبط می‌کرد، بر حرفه ترانه‌سرایی او تمرکز کرد. اولین مشارکت مهم او در یک اثر ضبط شده، درهمکاری با مکس روچ با نام «ما اصرار داریم!» بود، که یک رکورد اولیه در بزرگداشت جنبش آزادی سیاهان در ایالات متحده بود. شرکت صفحه پرکنی کلمبیا رکوردز با براون به عنوان یک هنرمند تکنواز قرارداد امضا کرد. در این زمان اسکار در سی و چند سالکی، ازدواج کرده و پنج فرزند داشت.
در سال ۱۹۶۰، براون اولین LP خود،Sin & Soul را منتشر کرد، که از ۲۰ ژوئن تا ۲۳ اکتبر ۱۹۶۰ روی ضبط آن کار شده بود.
بر روی جلد آلبوم نظراتی از افراد مشهور و نوازندگان جاز آن زمان، از جمله استیو آلن، لورین هانسبری، نت هنتاف، دوروتی کیلگالن، مکس روچ و نینا سیمون چاپ شده بود. سیمون بعداً آهنگ "Work Song" او را پوشش داد. و استیو آلن بعداً او را برای برنامه تلویزیونی Jazz Scene USA استخدام کرد. این آلبوم به عنوان یک "کلاسیک واقعی" به‌شمار می‌آید.

### تلویزیون
یکی از نمایش‌های موسیقی قابل توجه، Joy، شاهد دو تجسم (در سال‌های ۱۹۶۶ و ۱۹۶۹) بود و دوباره به مسائل اجتماعی پرداخت. همراه اسکار بر روی صحنه همسرش ژان پیس و سیووکا خواننده و نوازنده آکاردئون برزیلی بودند. کمپانی آرسی‌ای رکوردز برنامه اصلی راکه در ۱۹۷۰-ضبط شده بود منتشر کرد، که اکنون دیگر در دسترس نیست. در سال ۱۹۶۲، او در برنامه تلویزیونی سندیکایی وستینگهاوس Jazz Scene USA که استیو آلن تهیه‌کننده ان بود کار کرد. براون مجری برنامه بود و هر هفته یک مهمان موسیقی جدید داشت.

## زندگی شخصی
براون با جین پیس، خواهر بزرگتر هنرپیشه جودی پیس ازدواج کرد. او پدر هفت فرزند بود. پسرش اسکار «بوبو» براون سوم که نوازنده باس و تدوین‌کننده موسیقی بود در اوت ۱۹۹۶ در یک تصادف رانندگی جان باخت.

## کار بشردوستانه
برای ادامه کار بشردوستانه، اسکار براون بنیاد میراث اسکار براون جونیور را تأسیس کرد. او در سال ۱۹۷۶ در یک تجمع اعتراضی ضد آپارتاید در کالج کامپتون شرکت کرد.
براون اشعار آواز ملودی دوک پیرسون "Jeannine" را نوشت که توسط ادی جفرسن در آلبوم The Main Man در اکتبر ۱۹۷۴ ضبط و خوانده شد. و سپس توسط گروه منهتن ترانسفر در آلبوم Bop Doo-Wopp در سال ۱۹۸۴ پوشش داده شد. قطعه‌ای از Sin & Soul، توسط دیوید جوهانسن و هری اسمیتز در اولین آلبوم همنام شان پوشش داده شد. "Hymn to Friday" از بتهون بهشت و جهنم، در ایستگاه‌های رادیویی جاز مانند WDCB پخش می‌شود. پیانیست وینتون کلی در اواخر دهه ۱۹۵۰ "مرد قوی" را با سه گروه خود ضبط کرد. اشعار براون با ترانه‌های نینا سیمون در "Work Song", "Afro Blue" و "Bid 'Em In" به شهرت و محبوبیت رسید.
اشعار براون برای «آفرو بلو» توسط دایان ریوز، دی دی بریجواتر و لیز رایت اجرا شده‌است. خواننده کارین آلیسون از براون به عنوان الهام بخش یاد کرد و آهنگ‌های او را در چندین آلبوم او اجرا کرد. براون قرار بود قبل از مرگش اشعار آلبوم Footprints آلیسون در سال ۲۰۰۶ را بنویسد. در عوض آلیسون چند آهنگ او را با نام «A Tree and Me» و «But I Was Cool» به عنوان ادای احترام اجرا کرد.